# 이원조 (1933년)
이원조(李源祚, 1933년 1월 15일~2007년 3월 2일)는 대한민국의 정치인이다. 대통령 비서실 경제담당비서관, 제13·14대 국회의원 등을 지냈다.

## 학력
- 경북고등학교 졸업(1951년)
- 경북대학교 행정학과 학사(1957년)

## 경력
- 제일은행 상무이사
- 대통령 비서실 경제담당비서관
- 한국석유개발공사 사장
- 한국은행은행감독원 원장
- 사단법인 퇴계학연구원 이사장

## 역대 선거 결과
|  | 34.0% |

|  | 38.5% |